# Constitución de Venezuela
La Constitución de la República Bolivariana de Venezuela es la carta magna vigente en Venezuela, adaptada el 15 de diciembre de 1999 mediante un referéndum popular.  El 2 de diciembre de 2007 se realiza el referéndum de la constitución con el fin de consultar al pueblo la reforma a la Constitución de 1999 a través de dos preguntas. Dicha reforma fue rechazada por el electorado venezolano para la primera pregunta de la consulta. La segunda pregunta fue aprobada El 15 de febrero de 2009 se realizó el referéndum y se aprobó la primera enmienda de los artículos 160, 162, 174, 192 y 230, con el único fin de permitir la reelección inmediata de cualquier cargo de elección popular de manera continua o indefinida (presidencial, gobernador, alcalde, concejal, diputado, rector).

## El origen
El 2 de febrero de 1999, luego de la toma de posesión como Presidente Constitucional de la República de Venezuela en el Capitolio Federal reunido el Congreso Nacional, Hugo Chávez pronunció el juramento de ley:

Única. Juro sobre esta moribunda Constitución. Juro delante de Dios, juro delante de la Patria, juro delante de mi pueblo que sobre esta moribunda Constitución impulsaré las transformaciones democráticas necesarias para que la República nueva tenga una Carta Magna adecuada a los nuevos tiempos. Lo juro.

Los venezolanos fueron convocados a un referéndum consultivo el 25 de abril de 1999 para que decidieran si aprobaban o no la propuesta de reforma impulsada por el ejecutivo que fue sometida a aprobación popular. La constitución venezolana de 1999 se convirtió en la primera en reconocer los derechos de los pueblos indígenas, estableciendo como oficiales sus lenguas y reconociendo derechos sobre los territorios ocupados ancestralmente. Desde el punto de vista ambiental, esta constitución es pionera en la región al reconocer derechos ambientales, entre ellos, el derecho de los ciudadanos a vivir en un ambiente sano y ecológicamente equilibrado. Entre otros asuntos de índole ambiental, la constitución establece: 

- Todas las actividades susceptibles de generar daños a los ecosistemas deben ser previamente acompañadas de estudios de impacto ambiental y sociocultural.

- El Estado impedirá la entrada al país de desechos tóxicos y peligrosos, así como la fabricación y uso de armas nucleares, químicas y biológicas.

- El Estado promoverá la agricultura sustentable como base estratégica del desarrollo rural integral a fin de garantizar la seguridad alimentaria de la población.

- Es un derecho y un deber de cada generación proteger y mantener el ambiente en beneficio de sí misma y del mundo futuro.

- Toda persona tiene derecho individual y colectivamente a disfrutar de una vida y de un ambiente seguro, sano y ecológicamente equilibrado.

- El Estado protegerá el ambiente, la diversidad biológica, los recursos genéticos, los procesos ecológicos, los parques nacionales y monumentos naturales y demás áreas de especial importancia ecológica.

- El genoma de los seres vivos no podrá ser patentado, y la ley que se refiera a los principios bioéticos regulará la materia.

- Es una obligación fundamental del Estado, con la activa participación de la sociedad, garantizar que la población se desenvuelva en un ambiente libre de contaminación, en donde el aire, el agua, los suelos, las costas, el clima, la capa de ozono, las especies vivas, sean especialmente protegidos, de conformidad con la ley.

## Composición y características
Se compone de un Preámbulo, 350 artículos, divididos en 9 Títulos, 33 Capítulos, las Disposiciones Derogatorias, Transitorias y Finales.

### Preámbulo
El Pueblo de Venezuela, en ejercicio de sus poderes creadores e invocando la protección de Dios, el ejemplo histórico de nuestro Libertador Simón Bolívar y el heroísmo y sacrificio de nuestros antepasados aborígenes y de los precursores y forjadores de una patria libre y soberana; con el fin supremo de refundar la República para establecer una sociedad democrática, participativa y protagónica, multiétnica y pluricultural en un Estado de justicia, federal y descentralizado, que consolide los valores de la libertad, la independencia, la paz, la solidaridad, el bien común, la integridad territorial, la convivencia y el imperio de la ley para esta y las futuras generaciones; asegure el derecho a la vida, al trabajo, a la cultura, a la educación, a la justicia social y a la igualdad sin discriminación ni subordinación alguna; promueva la cooperación pacífica entre las naciones e impulse y consolide la integración latinoamericana de acuerdo con el principio de no intervención y autodeterminación de los pueblos, la garantía universal e indivisible de los derechos humanos, la democratización de la sociedad internacional, el desarme nuclear, el equilibrio ecológico y los bienes jurídicos ambientales como patrimonio común e irrenunciable de la humanidad; en ejercicio de su poder originario representado por la Asamblea Nacional Constituyente mediante el voto libre y en referendo democrático, decreta la siguiente constitución:

Constitución de la República Bolivariana de Venezuela 1999

### Principios Fundamentales.
El primer título (artículos 1.º a 9.º), establece el cambio de nombre del país de "República de Venezuela" a "República Bolivariana de Venezuela", además de una serie de principios elementales de un Estado de derecho. Este título resume la filosofía política de la Constitución, en cuanto toca a la relación del hombre con el poder. Así, establece, por ejemplo que las personas nacen libres e iguales en dignidad y derechos, y reconoce la importancia de la justicia social y del respeto a los derechos fundamentales. Contiene diversos principios inspiradores de la organización política del Estado: soberanía nacional, democracia participativa, forma federal descentralizada, etc. El valor jurídico de la Constitución es regulado por ella misma: se trata de una norma, por consiguiente su observancia es obligatoria para toda persona, institución o grupo y, evidentemente, también para todos los órganos del Estado. El principio de respeto al Estado de derecho se completa mediante los principios de legalidad, los símbolos de la patria y los idiomas oficiales.

### Espacio Geográfico y de la División Política
El título II (art 10.º a 18.º), se establece que el territorio y demás espacios geográficas de la República son los que correspondían a la Capitanía General de Venezuela con las modificaciones resultantes de los tratados y laudos arbitrales no viciados de nulidad, los yacimientos mineros y de hidrocarburos, cualquiera que sea su naturaleza, existentes en el territorio nacional pertenecen a la República. El territorio nacional no podrá ser jamás cedido, traspasado, arrendado, ni enajenado, ni aun temporal o parcialmente, a Estados extranjeros u otros sujetos de derecho internacional. La división política se divide en Estados, Distrito Capital, Dependencias Federales y Territorios Federales.

### Derechos Humanos, Garantías, y Deberes
El título III (art. 19 a 135), posee una densidad normativa importante. Se refiere a Los derechos y deberes constitucionales. El artículo 19, extensa enunciación de los derechos fundamentales reconocidos en Venezuela, conserva tradiciones ancestrales de la cultura jurídica venezolana. Entre los derechos fundamentales reconocidos se encuentran el derecho a la vida, la igualdad ante la ley, la igualdad en la protección de la ley, a la honra, a la libertad de conciencia, a la libertad de expresión, de asociación, el derecho a la propiedad, lo que se refiere a la ciudadanía. Reconoce la nacionalidad venezolana en las distintas formas que esta se obtiene, ya sea ius sanguinis, ius soli, por carta de nacionalización, la aparición de los referendos revocatorios para todos los cargos de elección popular a mitad de su periodo constitucional, la prohibición taxativa del reclutamiento forzoso (para la prestación del servicio militar) y un sinfín de derechos más. Ciertamente, los derechos humanos de carácter social son los menos desarrollados en este texto, aunque contiene algunos esbozos al respecto. Esta enumeración se cierra por la garantía de que el legislador no podrá dictar leyes que afecten el núcleo fundamental o la esencia de estos derechos.

### Poder público
En el título IV (art. 136 a 185), se establece el aumento de los poderes públicos nacionales de 3 a 5 poderes independientes: Legislativo, Ejecutivo, Judicial, Ciudadano y Electoral. Pero se conserva el orden jurídico del poder público en nacional, estatal y municipal.
El título V (art. 186 a 298)
- Rama legislativa

se establece la unicameralidad con la creación de la Asamblea Nacional, como el máximo órgano legislador de la república, quedando eliminado el Senado de la República y el cargo de senador vitalicio, estableciendo la forma de elección de los miembros de los mismos y sus números de 167 diputados; sin embargo, en el año 2020, por medio de una modificación del Consejo Electoral del TSJ se incrementó el número a 277 diputados. Los requisitos e inhabilidades para desempeñar el cargo, las atribuciones exclusivas, el funcionamiento de la Asamblea, las materias de ley y la formación de las mismas.
- Rama Ejecutiva

se establece como cabeza del Estado y del Gobierno al Presidente de la República. Define las formas de elección de este y los requisitos para desempeñar el cargo, establece las atribuciones del Presidente de la República, las normas relativas al Vicepresidente de la República, los Ministros de Estado, su nombramiento y requisitos para desempeñar el cargo. 
- Rama Judicial

Es representado por el Tribunal Supremo de Justicia y queda eliminada la Corte Suprema de Justicia  que fue creada en la Constitución de 1811
- Poder Electoral

En el título V  (art. 292 a 298)  se establece que el Poder Electoral se ejerce por medio del  Consejo Nacional Electoral, como ente rector de supervisar y organizar las elecciones, fiscalizar los partidos políticos, asumir la registraduría civil y electoral, y garantizar la supremacía del voto. Estará integrado por cinco personas no vinculadas a organizaciones con fines políticos elegidos por la Asamblea Nacional para un periodo de 7 años, estando a su vez subordinados otros organismos como son 
- - Junta electoral nacional
  - La comisión de Registro Civil y electoral
  - La comisión de participación política y financiamiento.

- Poder Ciudadano

Todo lo referente a la organización y funcionamiento del Poder Ciudadano y los órganos que lo componen estableciendo las bases del Ministerio Público, Defensoría del Pueblo y Contraloría General

### Sistema Socioeconómico
El título VI (art. 299 a 321) establece que todo régimen económico del Estado en cuanto a los principios que lo caracterizan como la justicia social, democracia, eficiencia, libre competencia, protección del ambiente, productividad y solidaridad, a los fines de asegurar el desarrollo humano integral y una existencia digna y provechosa para la colectividad. El Estado, conjuntamente con la iniciativa privada, promoverá el desarrollo armónico de la economía nacional, así como el sistema del Banco Central de Venezuela y todo lo atinente a la política monetaria y a la estabilidad del Bolívar.

### Seguridad de la Nación
El título VII (art. 322 a 332), establece la forma de operar de la institución armada de defensa y policiales en materia de seguridad en sus diferentes niveles ya sea Nacional, Estatal o Municipal, además de sus normas fundamentales. Determina un Consejo de Defensa de la Nación, integrado por los miembros señalados en el texto Constitucional como ente asesor del Ejecutivo Nacional en materia de Seguridad y Defensa Integral de la Nación.
El art. 328 establece a la Fuerza Armada como una institución profesional sin militancia política organizada por el Estado para garantizar la independencia y soberanía de la Nación y asegurar el espacio geográfico, mediante la defensa militar, la cooperación en el mantenimiento en el orden interno y la participación activa en el desarrollo nacional.

### Protección de la Constitución
El título VIII (art. 333 a 339),  determina que la Constitución no perderá su vigencia si dejase de observarse por acto de fuerza o porque fuera derogada por cualquier otro medio distinto al previsto en ella, todo ciudadano investido o no de autoridad, tendrá el deber de colaborar en el restablecimiento de su vigencia. Todos los jueces, en el ámbito de sus competencias están en la obligación de asegurar la integridad de la Constitución, la Sala Constitucional del Tribunal Supremo de Justicia, declarar la nulidad de las leyes y demás actos de los órganos que ejercen el Poder Público. Regula además los estados de excepción.

### Las Reformas Constitucionales
El Título IX (art. 340 a 350), establece la forma, los quórums y modos de enmendar, reformar los diferentes capítulos de la Constitución Política de la República y además establece los procedimientos para convocar a una Asamblea Nacional Constituyente.

### Disposición Derogatoria
Queda derogada la Constitución de la República de Venezuela decretada el veintitrés de enero de mil novecientos sesenta y uno. El resto del ordenamiento jurídico mantendrá su vigencia en todo lo que no contradiga esta Constitución.

### Disposiciones Transitorias
Todo lo que determina el cuerpo de la Constitución con carácter temporal mientras se dictan los instrumentos jurídicos para que tenga efectiva vigencia.

### Disposiciones Finales
Única. Esta Constitución entrará en vigencia el mismo día de su publicación en la Gaceta Oficial de la República de Venezuela, después de su aprobación por el pueblo mediante referendo.

Aprobada por el pueblo de Venezuela, mediante referendo constituyente, a los quince días del mes de diciembre de mil novecientos noventa y nueve, y proclamada por la Asamblea Nacional Constituyente en Caracas, a los veinte días del mes de diciembre de mil novecientos noventa y nueve. Año 189° de la Independencia y 140° de la Federación.

## Enmiendas
La Constitución de 1999 sólo ha sufrido una enmienda, aprobada por el referéndum constitucional de 2009 con el precedente del referéndum constitucional de 2007, en el que se propuso una reforma general al texto constitucional, que no resultó aprobada. 

### Primera Enmienda
El 15 de febrero de 2009 se realizó el referéndum para decidir la aprobación o no de la enmienda de los artículos 160, 162, 174, 192 y 230, con el fin de permitir la reelección inmediata y sin límites de cualquier cargo de elección popular de manera continua o indefinida. Según el segundo Boletín emitido por el CNE el 16 de febrero, el Si alcanzó 6.310.482 votos (54,85%) y el No 5.193.839 votos (45,14%), con el 99,57% de actas transmitidas y una abstención de 29,67%, siendo promulgada por el presidente de la República en Caracas, el 19 de febrero de 2009.  Año 198.º de la Independencia y 149.º de la Federación. Fue impresa en la Gaceta Oficial extraordinaria N°5908